# Pecos River (film)
Pecos River è un film del 1951 diretto da Fred F. Sears.
È un western statunitense a sfondo musicale con Charles Starrett e Jock Mahoney. Fa parte della serie di film western della Columbia incentrati sul personaggio di Durango Kid.

## Produzione
Il film, diretto da Fred F. Sears su una sceneggiatura di Barry Shipman, fu prodotto da Colbert Clark per la Columbia Pictures e girato nel ranch di Corriganville a Simi Valley, California, dal 21 al 29 giugno 1951.

## Distribuzione
Il film fu distribuito negli Stati Uniti dal 15 dicembre 1951 al cinema dalla Columbia Pictures.
Altre distribuzioni:
- in Brasile (Sinal de Traição)
- nel Regno Unito (Without Risk)